# Патрик Модиано
Патрик Модиано (на френски: Patrick Modiano) е френски писател, автор на няколко десетки кратки романа, често смесващи биографични и художествени елементи. Кариерата му започва през 60-те години като няколко от първите му книги получават престижни награди.
Удостоен е с Нобелова награда за литература за 2014 г.

## Биография
Жан Патрик Модиано е роден на 30 юли 1945 г. в Булон Биянкур, Франция, в семейството на Алберт Модиано, италианец от еврейски произход, и фламандската актриса Луиза Копейн. Раждането му е регистрирано в пролетарското предградие Булон Биянкур, но реално семейството живее до административната граница на най-изискания парижки квартал. В младежките си години, макар да прекарва голяма част от времето в Латинския квартал, той не следва в университета, а се опитва да пише. Атмосферата от тези години се съдържа в множество негови романи.
Друга устойчива тема в неговото творчество са годините от младостта на баща му и към тях той се връща в опити да реконструира неговата твърде неясна биография. Стилът на Модиано е доста минималистичен, като залага на неизказано и страни от формализма. Екранизациите, каквито има на няколко от неговите романи, обикновено залагат на реализма от неговите текстове.
През 2005 г. Модиано публикува кратка автобиграфична книга, в която се откриват множество елементи, използвани по-рано в неговите романи.

## Сценарии и екранизации
- 1974: Lacombe Lucien (Лакомб, Люсиен), сценарий, (реж. Луи Мал)
- 1983: Une jeunesse, екранизация на Младост, (реж. Moshé Mizrahi)
- 1995: Le Parfum d'Yvonne, екранизация на Вила „Tъга“ (реж. Patrice Leconte)
- 1995: Le Fils de Gascogne, сценарий, (реж. Pascal Aubier)
- 2001: Te quiero, екранизация на Недели през Август (реж. Manuel Poirier)
- 2003: Bon Voyage, сценарий, (реж. Jean-Paul Rappeneau)
- 2006: Charell, екранизация на De si braves garçons (реж. Mikhael Hers)
- 2009: Des gens qui passent, екранизация на Циркът минава (реж. Alain Nahum ТV/DVD)